# 186-та окрема мобільна механізована бригада ЦО (Україна)
186-та окрема мобільна механізована бригада (в/ч Д0065) — військове з'єднання Військ Цивільної оборони України, що існувало до 2005 року.

## Історія з'єднання
З 21 грудня 1956 року по 1 березня 1957 року штабом МППО СРСР, згідно з наказом МВС СРСР від 08.12.1956 року, в місті Сталіно сформований 541 окремий інженерно-протихімічний батальйон військ МППО МВС СРСР (військова частина 9530). Командиром військової частини 9530 призначений полковник Кобдін В.І.
18 березня 1960 року, згідно з наказом Міністра оборони СРСР від 18.02.1960 року, 541 окремий інженерно-протихімічний батальйон (військова частина 9530) увійшов до складу військ Київського військового округу.
На виконання Директиви Штабу Київського військового округу від 12.05.1960 року, 541 окремому інженерно-протихімічному батальйону військ МППО (військова частина 9530) наданий загальновійськовий номер та умовне найменування за нумерацією Міністерства оборони СРСР -- 477 окремий інженерно-протихімічний батальйон військ МППО (військова частина 73413).
Згідно з Директивою начальника Цивільної оборони СРСР від 19.05.1962 року, 12 липня 1962 року 477 окремий інженерно-протихімічний батальйон переформований у 477 інженерний батальйон (військова частина 73413).
28 квітня 1965 року 477 інженерний батальйон (військова частина 73413) переформований у 442 окремий механізований полк Цивільної оборони (військова частина 73413), згідно з Директивою начальника Цивільної оборони СРСР від 17.02.1965 року.
На виконання Директиви Генерального штабу Збройних Сил СРСР від 29.04.1988 року, Директиви МО СРСР від 29.08.1987 року, Директиви ККВО від 24.04.1988 року, наказу командира військової частини 73413 від 08.12.1988 року, 1 грудня 1988 року 442 окремий механізований полк переформований у 186 окрему мобільну механізовану бригаду.
1 квітня 1993 року 186 окрема мобільна механізована бригада (військова частина 73413) переведена зі штату №51/719-51 на штат №51/100-52 (військова частина Д0065), на виконання Директиви НШ-ЗНЦО України від 18.01.1993 року, наказу командира військової частини Д0065 від 01.04.1993 року.
9 червня 2000 року 186 окрема мобільна механізована бригада переформована в 11 окремий аварійно-рятувальний загін оперативного реагування (військова частина Д0065), згідно з Директивою МНС України від 02.06.2000 року.
У липні 2005 року 11 окремий аварійно-рятувальний загін оперативного реагування розформований, згідно з наказом МНС України від 26.04.2004 року №182.

## Командування
- 1983 1984 підполковник Савочкін Геннадій Дмитрович
- 1985 1988 полковник Булавін Микола Васильович
- 1988 1994 полковник Каленяк Віталій Петрович
- 1994 2002 полковник Гура Євген Олексійович
- 2002 2004 полковник Денисенко Сергій Йосипович
- 2004 2005 полковник служби цивільного захисту Агарков Андрій Вікторович